# Ауреа
Ауреа (порт. Áurea) — муниципалитет в Бразилии, входит в штат Риу-Гранди-ду-Сул. Составная часть мезорегиона Северо-запад штата Риу-Гранди-ду-Сул. Входит в экономико-статистический микрорегион Эрешин. Население составляет 3715 человек на 2007 год. Занимает площадь 158,291 км². Плотность населения — 23,5 чел./км².

## История
Город основан 24 ноября 1987 года.

## Статистика
- Валовой внутренний продукт на 2003 составляет 46.576.771,00 реалов (данные: Бразильский институт географии и статистики).
- Валовой внутренний продукт на душу населения на 2003 составляет 12.260,27 реалов (данные: Бразильский институт географии и статистики).
- Индекс развития человеческого потенциала на 2000 составляет 0,742 (данные: Программа развития ООН).